# SS Great Western
O SS Great Western foi um navio de passageiros britânico construído pelos estaleiros da William Patterson para a Great Western Steamship Company, sendo a primeira embarcação construída com o objetivo de realizar a travessia transatlântica entre o Reino Unido e os Estados Unidos. 

## Projeto
Projetado por Isambard Kingdom Brunel, o Great Western foi o maior navio do mundo entre 1837 e 1839. Com o casco construído com madeira do tipo carvalho e movido a rodas de pás serviu como navio modelo para outras embarcações. Em sua viagem inaugural, saiu de Bristol, Reino Unido, seu porto de registro em 8 de abril de 1838, rumo a Nova Iorque, Estados Unidos, em viagem inaugural. e chegou à cidade de Nova York 15 dias depois (metade do tempo que os navios à vela normalmente demoravam). Foi detentor do Blue Riband até 1843. O navio foi vendido em 1847 para a Royal Mail Steam Packet Company, posteriormente servindo como transporte de tropas durante a Guerra da Crimeia antes de ser desmontado em 1856.